# (467177) 2016 EC111
(467177) 2016 EC111 es un asteroide perteneciente al cinturón de asteroides, descubierto el 20 de marzo de 2002 por el equipo Spacewatch desde el Observatorio Nacional de Kitt Peak (Arizona, Estados Unidos).